# Palacio de Atodo
El palacio de Atodo (siglo XVI) es un palacio renacentista situado en el n.º 35 de la calle Mayor de Tolosa (Guipúzcoa). Debe su nombre al fundador del edificio Fermín de Atodo, conde palatino, capitán de los Tercios tolosanos en 1558 y embajador de Felipe II en Roma. El edificio, Bien de interés cultural (BIC), ha pasado por distintas rehabilitaciones a lo largo de su historia siendo hoy día viviendas privadas.

## Descripción
Es un edificio que consta de dos plantas y buhardilla, con una pared medianera y las otras tres dando frente a dos calles y un callejón respectivamente. Cubierta a dos aguas con aleros tallados. Estructura interior de madera. Muro de sillería en fachada principal y mampostería en el resto. Es una construcción de estilo renacentista, de amplias proporciones y fachada de sillares amparada por alerón doble de canes tallados. Parte de sus elementos son sus hermosos balcones forjados en la planta noble y veinte huecos simétricos de arco rebajado en la última planta. Tiene un artístico escudo con león rampante mostrado por una pareja de infantes en gracioso escorzo en la fachada principal. El linaje de Atodo procede de Albíztur. A él pertenecieron importantes personajes en los siglos XVI y XVII.

## Arquitectura
Sobre los orígenes arquitectónicos del edificio no hay demasiadas publicaciones, por lo que en la información publicada se sigue la hipótesis del libro La construcción de Tolosa, la cual expone la hipótesis de que el palacio pudo ser construido teniendo en cuenta la existencia de una casa torre anterior en la misma ubicación y que sirvió de punto de partida para la fábrica de la presente construcción. Esto es lo que dice en uno de los apartados de este libro:

El palacio de Atodo se levanto sobre la calle Mayor ocupando un emplazamiento muy central en la ciudad más antigua. A pesar de haber experimentado considerables alteraciones, en el edificio que se conserva puede advertirse una mezcla de criterios arquitectónicos que inducen a pensar que la edificación del palacio se hizo sobre los restos de otra edificación preexistente menor ampliando su planta sobre otra parcela vecina. En la mitad Sur del edificio existente se presenta una cohesión en el orden de los elementos básicos de su planta que no se encuentra en la mitad Norte, además de la disposición de la fachada Sur sobre el terreno anejo. Pudiera quizá ello indicar la preexistencia de una casa torre en ese solar, que resultó destruida en el incendio de 1503 pero que no obstante, como en el caso de la torre de Andia, sirvió de soporte para la elevación sobre el orden de su fábrica del nuevo edificio de palacio. Este caso contaría con la particularidad de que el nuevo planteamiento del edificio aumentaría su planta, agregando la superficie de un terreno anejo. El palacio, que ha sido objeto de reformas, presentaba una soberbia fachada hacia Kale nagusia en sillería de caliza con grandes huecos en tres plantas , coronada por una sobria galería de huecos seriados menores bajo la cornisa, y un gran alero de dos órdenes de canecillos labrados. A pesar de la posición casi central del portal de acceso a zaguán y escalera, la fachada no adopto un orden simétrico previsiblemente por condiciones derivados de génesis constructiva del edificio. Se configuró así un palacio del tipo conocido como «agregado» ya que se construyo sobre la adición de varios lotes o recursos arquitectónicos diversos.
La construcción de Tolosa, de Angel Martín Ramos

## Datos históricos del monumento
Para la búsqueda de datos históricos sobre este monumento se ha acudido como fuente principal al archivo municipal de Tolosa, del cual se han obtenido los datos que ayudan a la compresión de la importancia de dicho edificio en fechas concretas.
Para empezar, se sabe de dicho edificio que se llama de Atodo por Fermín de Atodo, personaje que nacido en esa casa por el siglo XVI. Este personaje fue conde palatino y capitán de los tercios tolosanos en 1558 y embajador de Felipe II en Roma. Sobre este personaje no consta más información. Sin embargo y desde el conocimiento de esta persona hasta nuestros días, han llegado varias referencias tanto sobre sus descendientes como sobre el palacio.
Consultando los datos del archivo municipal aparece un escrito de fecha de 13 de febrero de 1722, que hace referencia a Fernando de Atodo diciendo que se le franquea maderamen. No se sabe si esta madera es para alguna rehabilitación de palacio o no. No consta nada más sobre ello.Con la llegada de la guerra napoleónica aparecen varias referencias sobre el monumento entre 1808 y 1813. Así se sabe que en 1808 se toman disposiciones para el alojamiento de “su alteza” (suponiendo que se refiere al rey). Con fecha de 18 de marzo de 1809 aparece un escrito en el que se menciona que «se dispone acuartelar en la casa palacio de Atodo 750 hombres de la guardia imperial». Por lo tanto aquí se dice que en esta época el palacio estuvo bajo el dominio napoleónico, seguramente sufrió varios destrozos, por la multitudinaria gente acuartelada. Dos años más tarde, en 1812, también se hace una mención parecida en la que se dice lo siguiente: «se trata de trasladar provisionalmente a la casa de Atodo el cuartel de la tropa de la guarnición por señalamiento que ha hecho el comandante de armas». También en 1812 «se comunica al administrador Aguillo un oficio del comandante de armas que encargase se ponga corriente inmediatamente la ventanería de Atodo». Esto puede confirmar que hubo destrozos o por lo menos transformaciones en la ventaneria del palacio. Un día más tarde el administrador Aguillo comunica que no existen en Atodo las puertas y ventanas que se piden.

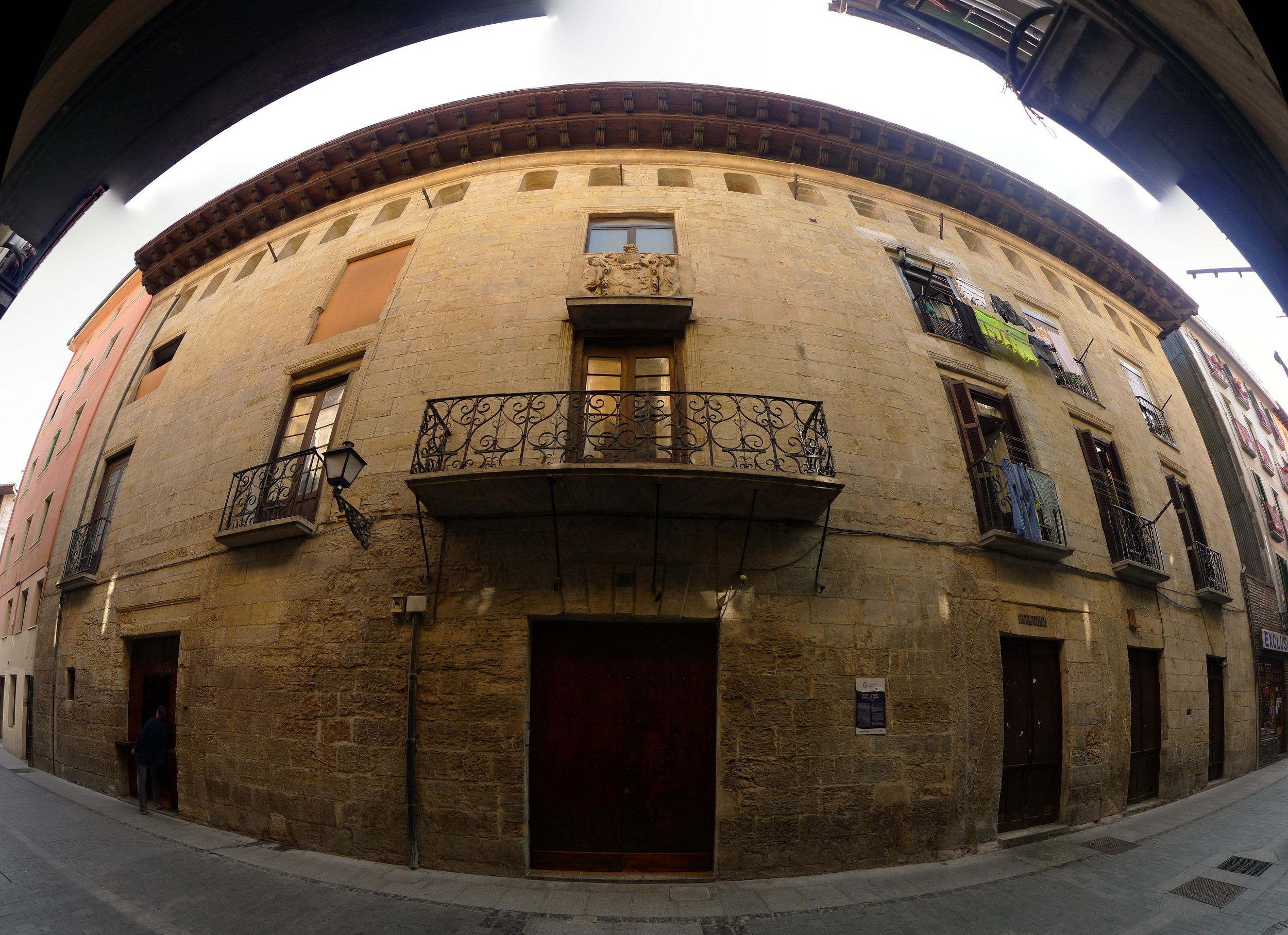
Fachada principal del palacio de Atodo

En 1813 se designa la casa palacio de Atodo para almacén de veinte mil arrobas de paja, aunque la villa contesta que el almacén de paja pudiera establecerse en el convento de San Francisco. El 11 de septiembre de 1819 se piden a la provincia fondos para los gastos de tránsito de su majestad. Se designa la casa palacio de Atodo para alojamiento de la reina y se toman disposiciones para ejecutar las obras. El 28 de diciembre del mismo año “se nombra comisionado para convenir con el administrador de la casa palacio de Atodo sobre la parte que haya que abonar la villa por las obras ejecutadas en la misma casa con el motivo del tránsito de la reina este año”. En 1823 se acuerda desocupar la casa palacio de Atodo, destinada para cuartel. Por lo tanto tuvo una función militar durante muchos años, hasta 1823. También en 1823 sufre un incendio en la tejabana, sin que se especifiquen daños. Así ha llegado: «Lbto a Isabela Aramburu por la refacción dada a los operarios ocupados en apagar el incendio de la tejabana de Atodo».
El 26 de enero de 1844, y con la capitalidad de la provincia se escribe lo siguiente respecto a Tolosa: «se nombra una comisión para que se informe del estado y distribución del palacio de Atodo para la colocación de las oficinas de la dictación provincial». Al final no se llevó a cabo, ya que para ello se construyó el palacio de la diputación, terminándose esta en 1856. El 18 de octubre del mismo año se vuelve a proponer a la diputación «la casa de Atodo para la colocación de las oficinas, como la más capaz en la población». También da a entender que el palacio tenía un jardín o unas huertas, hoy en día inexistentes, ya que se escribe lo siguiente en 1878: «Se autoriza a D. Vicente Ansola para la construcción de la pared del cerramiento del jardín del palacio de Atodo, sita en la calle mayor».

## Datos de interés
- Interés Cultural:Tipo de interés cultural: Calificado
- Resolución: 17-01-1964 BOE (29-02-1964).

## Intervenciones
- 1987: Renovación de la cubierta manteniendo la estructura de madera y restauración integral de los aleros tallados l (subvención: 7.500.000 pts).
- 1999: Restauración de la fachada principal (subvención: 1.200.000 pts).
- 2004: Rehabilitación de la cubierta l (subvención: 48.000 €).